# (384) Burdigala
(384) Burdigala – planetoida z grupy pasa głównego asteroid okrążająca Słońce w ciągu 4 lat i 117 dni w średniej odległości 2,65 j.a. Została odkryta 11 lutego 1894 roku w Bordeaux przez F. Courty’ego. Nazwa planetoidy pochodzi od łacińskiej nazwy miasta, w którym została odkryta. Przed jej nadaniem planetoida nosiła oznaczenie tymczasowe (384) 1894 AV.